# Justin Harrell
Pour les articles homonymes, voir Harrell.
(en) Statistiques sur pro-football-reference
Justin Tyler Harrell (né le 14 février 1984 à Martin au Tennessee) est un joueur américain de football américain.

## Enfance
Justin fait ses études à la Westview High School. Il est nommé Mr. Football dans la division 2A du Tennessee ainsi que All-American. Lors de sa dernière saison, il joue comme tight end, et reçoit dix-huit passes pour 354 yards et six touchdowns. Il fait aussi trois ans dans l'équipe de basket-ball, marquant en moyenne dix-sept points par match.

## Carrière

### Universitaire
Fraîchement diplômé, il entre à l'université du Tennessee et joue avec les Volunteers. Il fait de bons match avec l'équipe de l'université et s'inscrit lors de la saison 2006 pour le draft de la NFL de 2007.

### Professionnelle
Justin Harrell est sélectionné au premier tour du draft par les Packers de Green Bay lors du seizième choix. Le 27 juillet 2007, il signe un contrat de six ans avec les Packers mais subit des critiques lors du camp d'entrainement des Packers. Il fait ses débuts à la NFL le 7 octobre 2007 contre les Bears de Chicago lors du cinquième match de la saison. Lors de cette première saison, il joue sept matchs (dont deux comme titulaire) et fait dix tacles. En 2008, il est mis sur la liste des joueurs n'ayant une bonne activité physique pour jouer et placé dans l'équipe réserve des Packers le 28 août 2008. Il revient dans le roster le 1er après que Kabeer Gbaja-Biamila fut remercié par la franchise du Wisconsin, mais ne rentre qu'au cours de six matchs lors de cette saison.
Le 4 août 2009, il se blesse au camp d'entrainement et ne peut jouer la saison 2009. En 2010, il joue un match contre les Eagles de Philadelphie mais le sort s'acharne et se blesse au genou et ne joue plus de la saison.